# Taheyya Kariokka
Badaweya Mohamed Kareem Al Nirani conhecida como Taheyya Kariokka ou Taheyya Mohamed (em Árabe:تحية كاريوكا‎), (Ismaília, Egito em 22 de fevereiro de 1919 - Londres, Inglaterra em 20 de setembro de 1999) é uma dançarina do ventre egípcia e atriz de cinema.

## Juventude
Nascida na cidade egípcia de Ismaília e filha de Mohamed Ali Elnedany e Fatma Elzharaa. Seu pai era um comerciante de barcos que se casou 6 vezes. Diz-se que o pai de Badawiya tinha cerca de 60 anos durante o tempo em que sua mãe tinha vinte e poucos anos. Badawiya mal conseguia falar quando seu pai morreu. Após a morte de seu pai, Badaweya foi enviada para morar com seu meio-irmão mais velho, Ahmed Ali Elnedany. Enquanto estava lá, ela foi torturada, tratada como uma escrava e presa em correntes. Cada vez que ela tentava escapar, ele a encontrava e a torturava ainda mais, até que um dia ele raspou seu cabelo.

## Carreira
Com a ajuda de seu sobrinho Osman Elnedany, ela fugiu para o Cairo para ficar com Souad Mahasen, dono de uma boate e artista. Tahiya pediu várias vezes para trabalhar na boate de Suad, mas Suad se recusou a empregá-la devido à má reputação de trabalhar em uma boate. No entanto, muitos associados e amigos de Suad conheceram Tahiya por meio de várias visitas à casa de Suad. Todos eles aconselharam Suad a adicioná-la a um dos shows como corista, mas ela recusou. Logo, Tahiya foi mencionada a Badia Masabni, dono do Casino Opera, uma das casas noturnas mais proeminentes da época. Badia ofereceu uma posição em sua trupe para Tahiya. Tahiya aceitou e recebeu o nome artístico de Tahiya Mohamed.
Ela logo começou a ganhar popularidade como dançarina solo e à medida que adquiria mais experiência, aprendeu uma dança de samba popular do Brasil na época chamada Carioca. Depois disso, ela ficou conhecida como Tahiya Carioca. Tahiya começou a estrelar filmes durante o que é apelidado de "Era de Ouro" da indústria cinematográfica egípcia. Ela era uma dançarina, cantora e atriz talentosa. Em 1972, o filme Watch Out for ZouZou , estrelado por Soad Hosni e Tahiya como coadjuvante, foi lançado e se tornou o maior sucesso de bilheteria do cinema egípcio até então.

## Filmografia
- Mercedes oi (Filme, 1993)
- Iskanderiya, kaman wi kaman... aka Alexandria Again and Forever (Filme, 1990)
- Weda'an Bonapart... aka Goodbye Bonapart (Filme, 1985)
- Saqqa mat, al-... aka The Water-Carrier Is Dead (Filme, 1977)
- Tareek, al-... aka The Road (Filme, 1964)
- Hob hatta El Ebada... aka... aka Love Until Worship (Filme, 1959)
- Hira wa chebab... aka * Ana zanbi eh?... aka Is It My Fault? (Filme, 1953)
- Ibn al ajar... aka A Child for Rent (Filme, 1953)
- Muntasir, El... aka The Conqueror (Filme, 1952)
- Omm el katila, El... aka The Criminal Mother (Filme, 1952)
- Zuhur el fatina, El... aka The Charming Flowers (Filme, 1952)
- "Feiruz hanem... aka Mrs. Feiruz (Filme, 1951)
- Ibn el halal... aka The True-born Son (Filme, 1951)
- Khadaini abi... aka My Father Deceived Me (Filme, 1951)
- Akbal el bakari... aka A Large Family (Filme, 1950)
- Ayni bi-triff... aka My Eye Is Winking (Filme, 1950)
- Aheb el raks... aka I Like Dancing (Filme, 1949)
- Amirat el djezira... aka The Princess of the Island (Filme, 1949)
- Katel, El... aka The Murderer (Filme, 1949)
- Mandeel al helu... aka The Beauty's Veil (Filme, 1949)
- Hub wa junun... aka Love and Madness (Filme, 1948)
- Ibn el fellah... aka The Peasant's Son (Filme, 1948)
- Yahia el fann... aka Long Live Art (Filme, 1948)
- Li'bat al sitt... aka The Lady's Puppet (Filme, 1946)
- Ma akdarshi... aka I Can't Do It (Filme, 1946)
- Najaf (Filme, 1946)
- Sabr tayeb, El... aka Have Patience (Filme, 1946)
- Aheb el baladi... aka I Like Home Cooking (Filme, 1945)
- Hub El awal, El... aka First Love (Filme, 1945)
- Lailat el jumaa... aka Friday Evening (Filme, 1945)
- Naduga (Filme, 1944)
- Rabiha-takiet el ekhfaa... aka The Magic Hat (Filme, 1944)
- Taqiyyat al ikhfa (Filme, 1944)
- Ahlam El chabab... aka Dreams of Youth (Filme, 1943)
- Ahib Al ghalat... aka I Like Mistakes (Filme, 1942)